# Villa Alberdi
Villa Alberdi es una localidad argentina ubicada en el municipio de Villa Regina en el departamento General Roca en la provincia de Río Negro. Se encuentra 5 km al sudeste de Villa Regina, ciudad de la que depende administrativamente. La localidad tiene forma de triángulo delimitado por 3 caminos rurales.
En la zona se realizó un loteo por el municipio que fue entregado como plan social para la adquisición de terrenos con infraestructura básica. Cuenta con un parque temático dedicado a los dinosaurios, y una junta vecinal.

## Población
Contó con 693 habitantes (Indec, 2010), lo que representó un incremento del 14% frente a los 607 habitantes (Indec, 2001) del censo anterior.
El censo 2022 registró una población de 965 habitantes que se repartieron entre 467 hombres y 498 mujeres. Sin embargo, las cifras obtenidas fueron estimativas solo teniendo en cuenta a la población en viviendas particulares; es decir, excluyendo del dato a la población institucional y las personas sin hogar. Gracias a este censo también fue posible conocer su densidad y tamaño urbano.
| Gráfica de evolución demográfica de Villa Alberdi entre 1991 y 2022 |
|                                                                     |
| Fuente: Censos nacionales del INDEC                                 |